# 石重胤
石重胤（？—936年7月23日），一名石重裔，后晋宗室，宋朝避讳作石重允，本来是石敬瑭的弟弟，但史书不明是否是亲弟弟，石敬瑭喜欢他，以石重允为养子，在名加“重”字辈与自己的诸子同列序齿。
石敬瑭在太原起兵时，石重英为右卫上将军，石重胤为皇城副使，住在京师。听说石敬瑭举事，藏在民家井中，唐末帝李从珂抓到他们，清泰三年（936年）七月初三己丑，于诛杀了他们，并且族灭民家。天福二年（937年）正月，石敬瑭为二子发丧，都赠为太保，天福七年（942年）正月，加赠太傅，追封石重胤郯王（一作剡王）。晋出帝石重贵天福八年（943年）五月，加赠太师。

## 延伸阅读
[在维基数据编辑]
 《舊五代史·卷87》，出自薛居正《舊五代史》